# エアコンぶんぶんお姉さん
エアコンぶんぶんお姉さん（エアコンぶんぶんおねえさん、2000年〈平成12年〉3月13日 - ）は、日本のお笑い芸人、音楽アーティスト。吉本興業東京本社所属。NSC東京校26期生。

## 人物
- 身長155 cm、体重41 kg、血液型B型[3]。山梨県笛吹市出身[3][4]。
- 別名義として保坂ななみがある[4]が、本名ではない。
- 趣味は青いものを集めること、ダンス、ぬいぐるみの芸能事務所の運営[3]。
- 特技は歌、料理、変な顔のまま正しいことを言うこと[3]。
- 喫煙者。
- 「AIR-CON BOOM BOOM ONESAN」の名義で音楽アーティストとしても活動している[2]。

## 来歴
山梨県笛吹市出身。山梨県立日川高等学校卒業。在学時は合唱部に所属していた。
子供の頃からお笑いが好きで、高校生の頃は都内の劇場にも通っていた。しかし当時はあくまでも「見る」側として好いていたため、自分がお笑い芸人になることは考えていなかった。
2018年、専修大学に進学し、サークル「落語研究会お笑い企画STRIP GUN CLUB」に入会。同サークルの3期生となる。スタッフを希望して入ったものの、サークルの人数が足らずに演者をすることになった:1。サークルではコンビを組んでいたが、大学お笑いの大会に出る際に「ピンでも出場してみたら」を提案され、急いで決めた名前が「エアコンぶんぶんお姉さん」だった:1。2023年に受けたインタビューの中で、本人はこの芸名を「キャッチーさに全振りしてしまった、もっとかっこいい名前が良かった」とあまり気に入ってはいないとしつつ、「キャッチーで覚えてもらいやすいから変えられない」と話している:1。そのような理由から「こんねき」という愛称を名乗ることも多い:1。
サークル活動に力を入れていたこともあり、大学2年生の終わりに「どうやっても4年で卒業できない」と分かり、3年生に進級する年である2020年6月、吉本興業の養成所・NSCに入学。東京校26期生となる。
同年8月、同期の関沼二段階右折（現・関沼ぬま）を誘い、コンビ「タナカ電機」を結成。2022年9月、解散。以降はピン芸人としての活動をメインにしつつ、フリーの芸人・栗原とのユニット「ユーのカー」などでも活動。
2023年1月、CMJKによるプロデュースの下、「AIR-CON BOOM BOOM ONESAN EP.」をデジタルリリース。同タイトルに収録された楽曲では、歌唱だけでなく作詞も手掛ける。同年10月にはデジタルシングル「ソー (c/w Since Yesterday)」をリリース。音楽ライブも行うなど、お笑いと並行し、音楽活動も精力的に行っている。

## 芸風
「ポップでシュール」や「独特」と称される芸風:2。芸風について、本人は「世間に向けて言いたいことが多すぎる」「とりあえず言いたいことをみんなが聞いてくれたら、それだけで満足」「大きな声でネタツイをしている気分」と述べている:2。
子どもの頃から憧れていた芸人は、マヂカルラブリーとZAZY:1。理由については以下のように語っている。

お笑いに対して、いかに笑わせてくれるのかということよりも、自分にとって笑えるもののレパートリーを増やしてくれるかどうか、を求めている感じがあって。価値観を広げてくれる存在として見ている部分がありました。
—「NewsCrunch」インタビュー記事:1

また、「かっこよくて面白いけれど一生真似できない先輩」として、同じ事務所に所属する中華兄弟とイチゴの名前を挙げている:1。

## 出演

### テレビ
- キクテレミルラジ265（BSよしもと、2023年7月4日 - 2024年6月25日） - 火曜2部MC（梅谷斎と共演）[19]

### ラジオ
- ラジオのアナ〜ラジアナ（FM NACK5、2025年4月3日〈2日深夜〉 - ） - 水曜パーソナリティ[20]

### 配信ドラマ
- 続ゆれるせいかつ（2023年、VISION） - ミナミ 役（主演）[21][22]

### 映画
- 日本で一番恐くない間取り（2024年） - 桧山もも 役[23]

### 広告
- 池袋PARCO開業55周年記念「池袋PARCO×OWARAI NYLON」（2024年11月 - 12月）[24]

## 賞レース等での戦績
女芸人No.1決定戦 THE W
- 2020年 - 準決勝進出（養成所在学中に出場）
- 2021年 - 2回戦進出
- 2022年 - 2回戦進出
- 2023年 - 準決勝進出、大会サポーター賞（鬼越トマホークによる選出）
- 2024年 - 2回戦進出

R-1グランプリ
- 2021年 - 2回戦進出
- 2022年 - 1回戦敗退
- 2023年 - 1回戦敗退
- 2024年 - 準々決勝進出
- 2025年 - 3回戦進出

その他
- 2021年 BIGLOBE presents -エンタメフリー劇場- なんてネタだ!グランプリ - 予選通過・最終有力者選出
- 2024年 UNDER5 AWARD 2024 - 3回戦進出
- 2025年 UNDER5 AWARD 2025 - 準決勝進出

## ライブ
- 2023年6月6日 - こんねきと全部やる会（LOFT9 Shibuya）[41]
- 2023年10月25日 - #こんねきと全部やる会 vol.2（LOFT9 Shibuya）[42]

## ディスコグラフィ

### シングル
AIR-CON BOOM BOOM ONESAN E.P（2023年1月18日）
全6曲| 全作詞: AIR-CON BOOM BOOM ONESAN。 |                           |                          |                         |                         |
| #                                  | タイトル                  | 作詞                     | 作曲                    | 編曲                    |
| 1.                                 | 「っぽ [NO WAVE]」        | AIR-CON BOOM BOOM ONESAN | - CMJK                  | - CMJK                  |
| 2.                                 | 「うたう用 [NO WAVE]」    | AIR-CON BOOM BOOM ONESAN | - Shintaro Yamaguchi    | - Shintaro Yamaguchi    |
| 3.                                 | 「4 [NO WAVE]」           | AIR-CON BOOM BOOM ONESAN | - George（MOP of HEAD） | - George（MOP of HEAD） |
| 4.                                 | 「っぽ [SYNTH WAVE]」     | AIR-CON BOOM BOOM ONESAN | - CMJK                  | - George（MOP of HEAD） |
| 5.                                 | 「うたう用 [SYNTH WAVE]」 | AIR-CON BOOM BOOM ONESAN | - Shintaro Yamaguchi    | - CMJK                  |
| 6.                                 | 「4 [SYNTH WAVE]」        | AIR-CON BOOM BOOM ONESAN | - George（MOP of HEAD） | - Shintaro Yamaguchi    |

ソー（c/w Since Yesterday）（2023年10月18日）
全2曲| #  | タイトル                  | 作詞                          | 作曲                          | 編曲   |
| -- | ------------------------- | ----------------------------- | ----------------------------- | ------ |
| 1. | 「ソー」                  | - AIR-CON BOOM BOOM ONESAN    | - CMJK                        | - CMJK |
| 2. | 「Since Yesterday[注 4]」 | - Jill Bryson - Rose Mcdowall | - Jill Bryson - Rose Mcdowall | - CMJK |

### アルバム
1stアルバム「AIR-CON BOOM BOOM ONESAN REPUBLIC」（2024年2月21日）
全12曲| #   | タイトル                                  | 作詞                          | 作曲                          | 編曲                        |
| --- | ----------------------------------------- | ----------------------------- | ----------------------------- | --------------------------- |
| 1.  | 「こんねき民主主義人民共和国」            | - CMJK                        | - CMJK                        | - CMJK                      |
| 2.  | 「ソー - Album Version」                  | - AIR-CON BOOM BOOM ONESAN    | - CMJK                        | - CMJK                      |
| 3.  | 「Since Yesterday - Album Version[注 4]」 | - Rose McDowall - Jill Bryson | - Rose McDowall - Jill Bryson | - CMJK                      |
| 4.  | 「George JAZZ」                           | - AIR-CON BOOM BOOM ONESAN    | - George（MOP of HEAD）       | - George（MOP of HEAD）     |
| 5.  | 「亜美」                                  | - AIR-CON BOOM BOOM ONESAN    | - Shintaro Yamaguchi - CMJK   | - Shintaro Yamaguchi - CMJK |
| 6.  | 「Name In The Moon」                      | - AIR-CON BOOM BOOM ONESAN    | - CMJK                        | - CMJK                      |
| 7.  | 「コニヤ」                                | - AIR-CON BOOM BOOM ONESAN    | - CMJK                        | - CMJK                      |
| 8.  | 「WHITE WOLF」                            | - 犬海千和                    | - Shintaro Yamaguchi          | - Shintaro Yamaguchi        |
| 9.  | 「Time After Time[注 5]」                 | - Cyndi Lauper - Rob Hyman    | - Cyndi Lauper - Rob Hyman    | - CMJK                      |
| 10. | 「ゲームン」                              | - AIR-CON BOOM BOOM ONESAN    | - George（MOP of HEAD）       | - George（MOP of HEAD）     |
| 11. | 「ジャンク」                              | - AIR-CON BOOM BOOM ONESAN    | - CMJK                        | - CMJK                      |
| 12. | 「Riviera」                               | - AIR-CON BOOM BOOM ONESAN    | - CMJK                        | - CMJK                      |